# Codice omicidio 187
Codice omicidio 187 (One Eight Seven) è un film del 1997 diretto da Kevin Reynolds ed interpretato in veste di protagonista da Samuel L. Jackson.

## Trama
Un professore, Trevor Garfield, dopo essere stato pugnalato in una scuola da uno studente, torna ad insegnare in un altro istituto mesi più tardi, determinato comunque a portare avanti la sua attività educativa. La scuola dove viene mandato è però un vero e proprio campo di battaglia, popolato da gang di ragazzi che nella loro difficile esistenza hanno imparato un solo numero: il 187, ovvero l'articolo del codice penale che sanziona l'omicidio.

## Produzione
La sceneggiatura del film 187 codice omicidio attirò l'attenzione della Icon Productions, la casa di produzione fondata da Mel Gibson e Bruce Davey, quando lo scrittore Scott Yagemann notò il nome di Steve McEveety tra i produttori del film del 1993 L'uomo senza volto, e decise di incontrarlo per proporgli l'idea di produrre un film basato sulla sua esperienza vissuta come insegnante nelle scuole di Los Angeles. A Yagemann infatti, capitò di dover insegnare ad un ragazzo che lo minacciò di morte, e lo stesso ragazzo aveva accoltellato un altro insegnante solo un semestre prima. Quando McEveety presentò il progetto ai dirigenti della Icon Productions, questi ultimi si espressero positivamente, e dichiararono che la storia necessita di essere raccontata. Anche il regista Kevin Reynolds rimase colpito dalla storia e accettò subito di dirigire il film quando gli venne proposto.
Il primo attore ad essere arruolato nel cast fu Samuel L. Jackson, per interpretare Trevor Garfield. Originariamente il protagonista doveva essere di carnagione bianca, ma fu proprio Jackson a consigliare i produttori di cambiare l'etnia dell'insegnante, poiché in tal modo la trama sarebbe stata più interessante. Successivamente entrarono nel cast anche John Heard e l'attrice canadese Kelly Rowan per i ruoli degli insegnanti Dave Childress e Ellen Henry, e i giovani attori Clifton Collins Jr., Karina Arroyave, Jonah Rooney e Lobo Sebastian, interpreti degli studenti che compongono la classe di Trevor. Le riprese si sono svolte nelle città di Pasadena e Los Angeles, in California e nella città di New York. Il budget stimato per produrre il film è stato di circa 20 milioni di dollari.

## Colonna sonora
La colonna sonora è stata in parte distribuita (12 brani) dall'etichetta discografica Atlantic Records su CD Audio e musicassetta a partire dal 30 luglio 1997. Complessivamente, è composta dai seguenti brani:
1. Galliano – Slack Hands – 4:46
2. Steve Roach[3] – Australian Dawn
3. John Oswald[3] – Swarm Study
4. Massive Attack – Spying Glass – 5:20
5. Method Man – Release Yo Delf – 4:54
6. Massive Attack – Karmacoma – 5:21
7. Miles Davis[3] – Blue in Green
8. Everything But The Girl – Flipside – 4:30
9. D'Note[3] – Deep Water
10. Massive Attack[3] – Better Things
11. Madredeus – Pregao – 4:03
12. God Within – Raincry – 5:40
13. Undercover Agent[3] – Dub Plate Circles
14. Michael Stearns[3] – Labyrinth
15. David Darling[3] – Fables
16. Grantby[3] – It's Coming
17. Banda Maguey[3] – Baila Nena
18. Xavier Jamaux – Neither Sing – 5:57
19. Brian Eno[3] – Fractal Zoom
20. DJ Shadow – Stem – 3:25
21. David Darling – In November – 4:28
22. V-Love – Wilderness – 5:16
23. Jalal – Mankind – 5:02

## Distribuzione
Il film è stato distribuito nelle sale cinematografiche statunitensi a cura della Warner Bros. dal 30 luglio 1997. In Italia la distribuzione è stata curata dalla Medusa Film.

### Divieti
Negli Stati Uniti il film è stato dichiarato dalla Motion Picture Association of America vietato ai minori di 17 anni non accompagnati dai genitori, per la presenza di scene di violenza, linguaggio scurrile, uso di droga e nudità. In Italia il Ministero dei Beni Culturali lo ha revisionato come vietato ai minori di 14 anni.

## Accoglienza

### Incassi
Negli Stati Uniti il film ha incassato 2912400 $ nel week-end d'apertura e 5 727 130 dollari in totale.

### Critica
Secondo Roger Ebert, del Chicago Sun-Times, nel film i sentimenti di frustrazione e disperazione sono eccessivi e il finale non è stato soddisfacente. Per il San Francisco Chronicle la pellicola non si limita soltanto ad aprire gli occhi sulla situazione orribile di alcuni studenti, ma cerca anche di giustificare la rabbia di un insegnante. Più in generale, molte testate hanno giudicato la trama imperfetta e insoddisfacente, soprattutto a causa del finale, pur riconoscendo tuttavia, una buona interpretazione di Samuel L. Jackson.